# Larva Island, le film
Pour plus de détails, voir Fiche technique et Distribution.
Larva Island, le film est un film d'animation sud-coréen sorti en 2020. Il adapte la quatrième saison (Larva Island) de la série télévisée Larva. Il est sorti le 23 juillet 2020 sur la plate-forme de vidéo à la demande Netflix.

## Synopsis
Chuck entre dans un restaurant pour y retrouver une jeune femme. Il est revenu à la civilisation après être resté quatre ans échoué sur une île déserte, et elle souhaite écrire un livre sur sa vie de naufragé. Mis en confiance, Chuck lui confie qu'il n'était en réalité pas seul sur cette île minuscule…

## Fiche technique
- Titre : Larva Island, le film
- Titre original : The Larva Island Movie
- Réalisation : Ahn Byoung-wook 
  - Assistant de réalisation : Kang Min-seong
- Scénario : Meang Joo-gong, Ahn Byoung-wook, Kang Min-seong, Kim Jeu-hyung, Koh Tae-wook, Kim Seung-hun, Kim Pil-sung, Jeong Mi-rin, Nam Song-won, Park Keun-hong
- Direction du storyboard : Kim Jee-hyun, Koh Tae-wook
  - Artistes du storyboard : Kim Seung-hun, Kim Pil-sung, Jeong Mi-rin
- Direction artistique : Choi Byeong-hwan, Lee Man-joong
- Direction des personnages : Park Yoon-hyung
  - Création des personnages : Kim Beom-jin, Kim Bo-mi, Han Sa-jin, An Sang-wook, Woo Sung-mu
- Direction des décors : Shin Jong-hun
  - Création des décors : Kim Bo-mi
- Direction technique : Han Joon-su
- Animation :
  - Direction de l'animation : Joe Yong-cheol, Kim Kyung-min, Jan Dae-hyeon
  - Animation : Lee Jong-eun, Kim Jin-hee, Go Eun-jung, Kim Hae-yeon, Lee Jung-eun, Han Jae-sun, Kim Dong-gue, An Ryong-gu, Kim Sung-bin, Yoo Do-bin, Lee Mi-nu, Min Hyun, Sin Hye-jin, Koh Woo-pil, Kim Hak-su, Jeong Yu-na
- Direction des effets spéciaux : Yoon Jung-kyung, Kim Hyeong-ki
- Direction du compositing : Jung Yoon-hee
- Direction du son : Park Jeong-young
- Direction musicale : Kim Chang-beom
- Musique : Kim Chang-beom, Kim Jin-han, Yun Yeong-hun, Joo In-ro, Kim Jin-ock
- Production : 
  - Producteurs exécutifs : Kim Kwang-yong, Lee Sang-koo, Meang Joo-gong
  - Producteurs : Seok Song-wan, Nam Sang-won, Park Keun-hong
- Sociétés de production : tubaN
  - Soutien de production : Kocca (Korean creative content agency)
- Société de distribution : Netflix
- Budget :
- Pays d'origine :  Corée du Sud
- Langue originale : anglais
- Format : couleurs (Deluxe) - 35 mm - 1,85:1 - Son Dolby / DTS
- Genre : Animation, aventure et comédie
- Durée : 89 minutes
- Dates de sortie : 23 juillet 2020

## Personnages
- Chuck
- Grace
- Le patron du restaurant
- Rouge
- Jaune
- La troisième larve
- un fou de Bassan
- Crabsformer
- Clara le phoque-chien

## Doublage
- Studio : Iyuno Media Groupe
- Adaptation : Samuel Lavie
- Direction artistique : Philippa Roche

### Voix françaises
- Jérémy Bardeau : Chuck
- Pamela Ravassard : Grace
- Ludovic Baugin : le patron du restaurant
- Lila Lacombe : Wendy
- Colette Marie, Cédric Barbereau : voix additionnelles